# Ruyigi

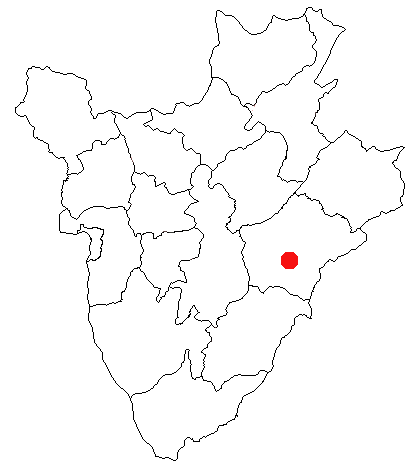
Położenie miasta w Burundi

Ruyigi – miasto w Burundi; w pobliżu granicy z Tanzanią; ośrodek administracyjny prowincji Ruyigi; 43 tys. mieszkańców (2008). Centrum handlowo-usługowe regionu uprawy kawowca oraz hodowli bydła; wyrób cegieł, dachówek. Trzecie co do wielkości miasto kraju.